# Radio 98eins

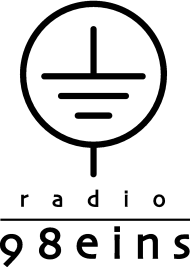
Das Logo von radio 98eins.

radio 98eins ist das Lokalprogramm für Greifswald und Umgebung des radio 98eins e.V. Es wird produziert im Mediatop Greifswald, einem Medienkompetenzzentrum der Medienanstalt Mecklenburg-Vorpommern, unterstützt mit Mitteln des Studierendenwerk Greifswald und der Studierendenschaft der Universität Greifswald.

## Struktur
Der Verein radio 98eins e.V. betreibt das Programm radio 98eins. Insgesamt arbeiten über 70 Ehrenamtliche, überwiegend Studierende, aufgegliedert in die Abteilungen Redaktion, Moderation, Technik, Geschäftsführung, Veranstaltung und Public Relations, beim Lokalradio.
radio 98eins sendet täglich von 19 bis 23 Uhr auf der UKW-Frequenz 98,1 MHz und 24h im Livestream. Außerhalb dieser Sendezeit wird auf der UKW-Frequenz das Programm von NB-Radiotreff 88,0 aus Neubrandenburg aufgeschaltet. Die Sendungen können außerdem in der Mediathek der Medienanstalt Mecklenburg-Vorpommern abgerufen werden. Die Inhalte produziert das Radio aus zwei Studios im Zentrum von Greifswald.

## Programm
Das Programm besteht schwerpunktmäßig aus den Themen Greifswalds und seiner Umgebung, Wissenschaft, Politik und Kultur. Der Radiosender möchte mit seinen Projekten zum einen die Hörer mittels musikalischer, redaktioneller und experimenteller Vielfalt unterhalten und zum anderen über aktuelle Nachrichten informieren. Außerdem werden regelmäßig Veranstaltungen wie Lesungen, Workshops und Konzerte organisiert und übertragen. Darüber hinaus soll den Bürgerinnen und Bürgern eine Plattform geboten werden, auf der frei seine Meinung geäußert werden kann, es die Möglichkeit gibt, ein eigenes Rundfunkprogramm zu gestalten, und Ideen frei verwirklicht werden können.